# Pelecanus occidentalis carolinensis
Pelecanus occidentalis carolinensis, llamado comúnmente pelícano pardo de Carolina, pelícano pardo oriental, o pelícano pardo del Atlántico, es una subespecie del pelícano pardo (Pelecanus occidentalis), un ave perteneciente a la familia de los pelícanos (Pelecanidae) que habita, con varias subespecies, en las costas de América desde el sur de los Estados Unidos hasta Brasil. Esta subespecie es la que se encuentra en las islas y costas del océano Atlántico de Estados Unidos.

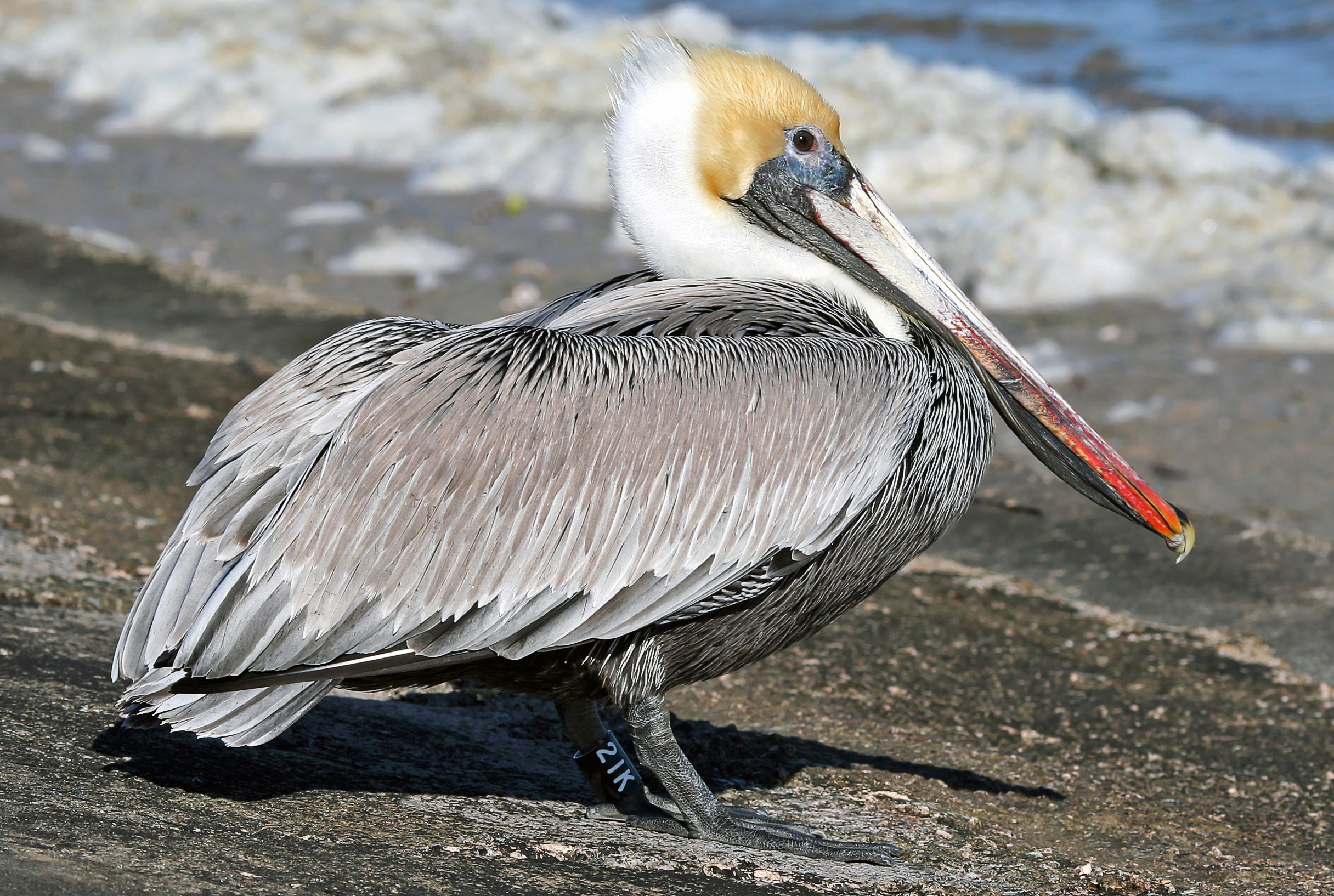
Ejemplar en Florida con el plumaje que presenta fuera de la época de reproducción.

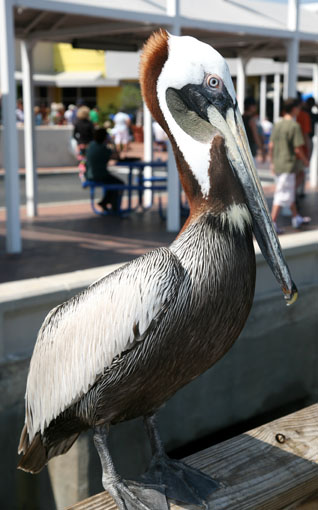
Ejemplar en Saint Petersburg, Florida, con el plumaje que presenta en la época de reproducción.

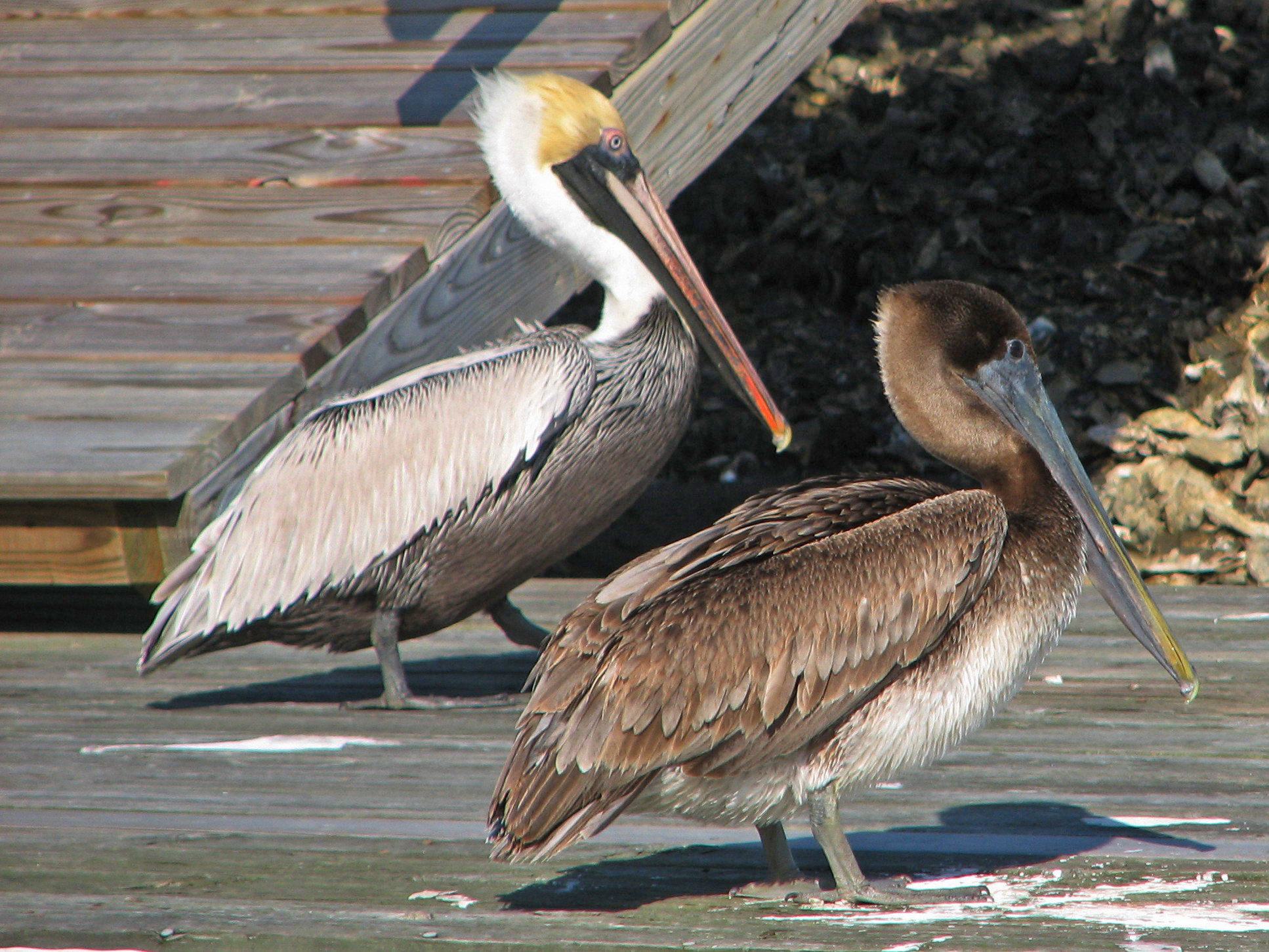
Ejemplar con plumaje juvenil, en Carolina del Norte; por detrás, un adulto con plumaje de reposo sexual.

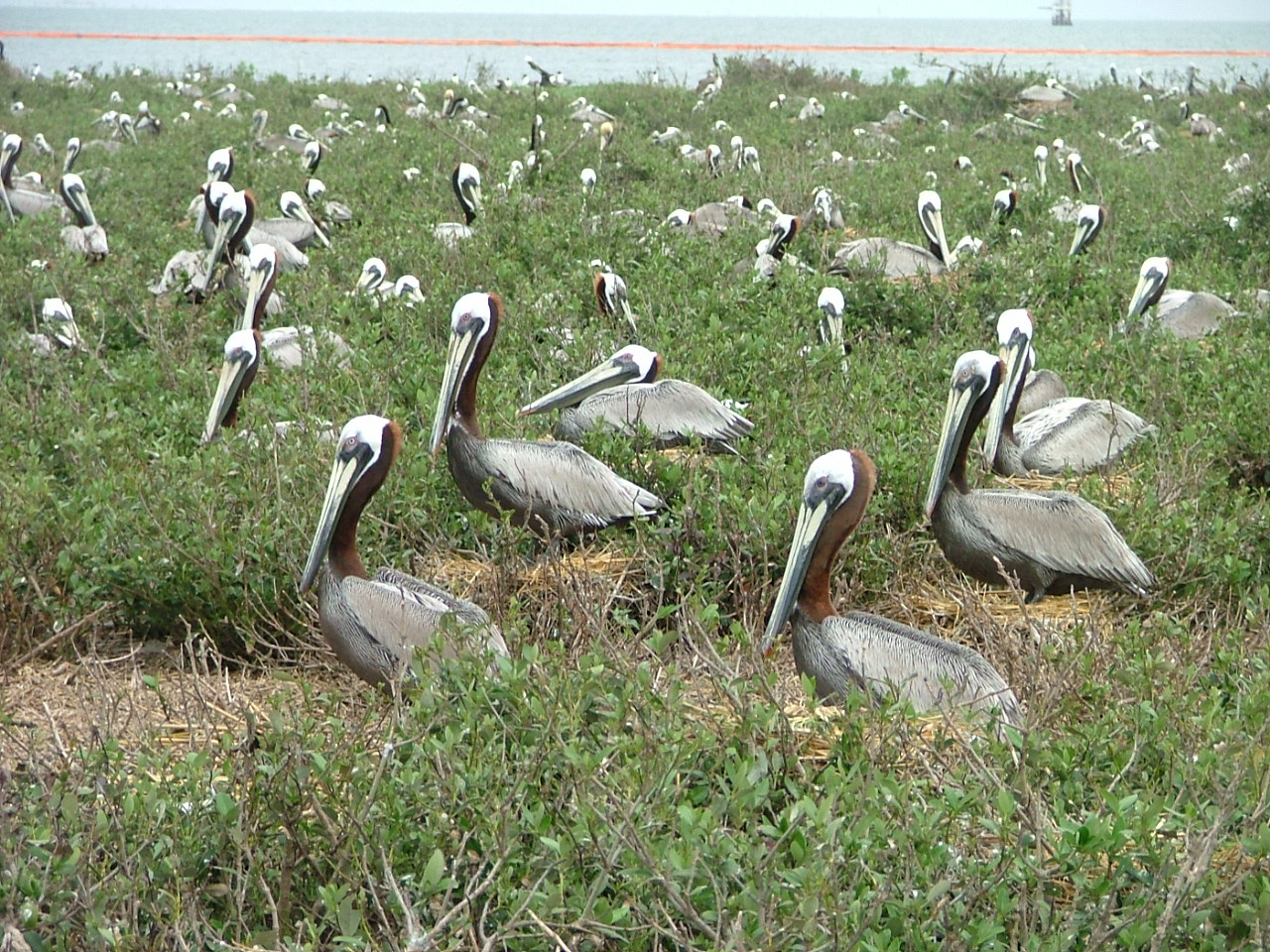
Una colonia reproductiva en la isla Breton, en la costa del golfo de México.

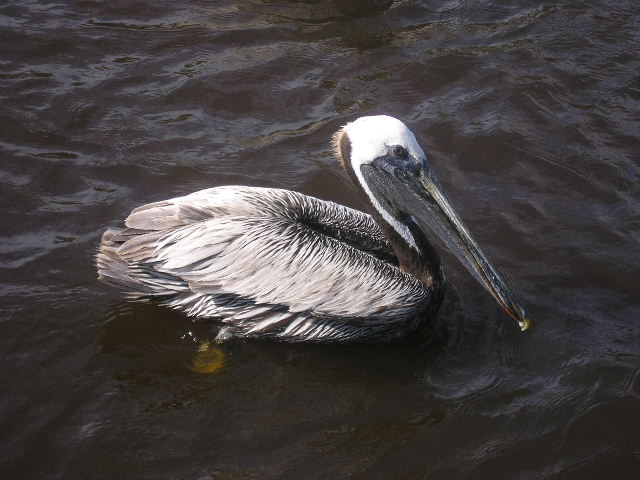
Un individuo cerca de Ponce Inlet, Florida.

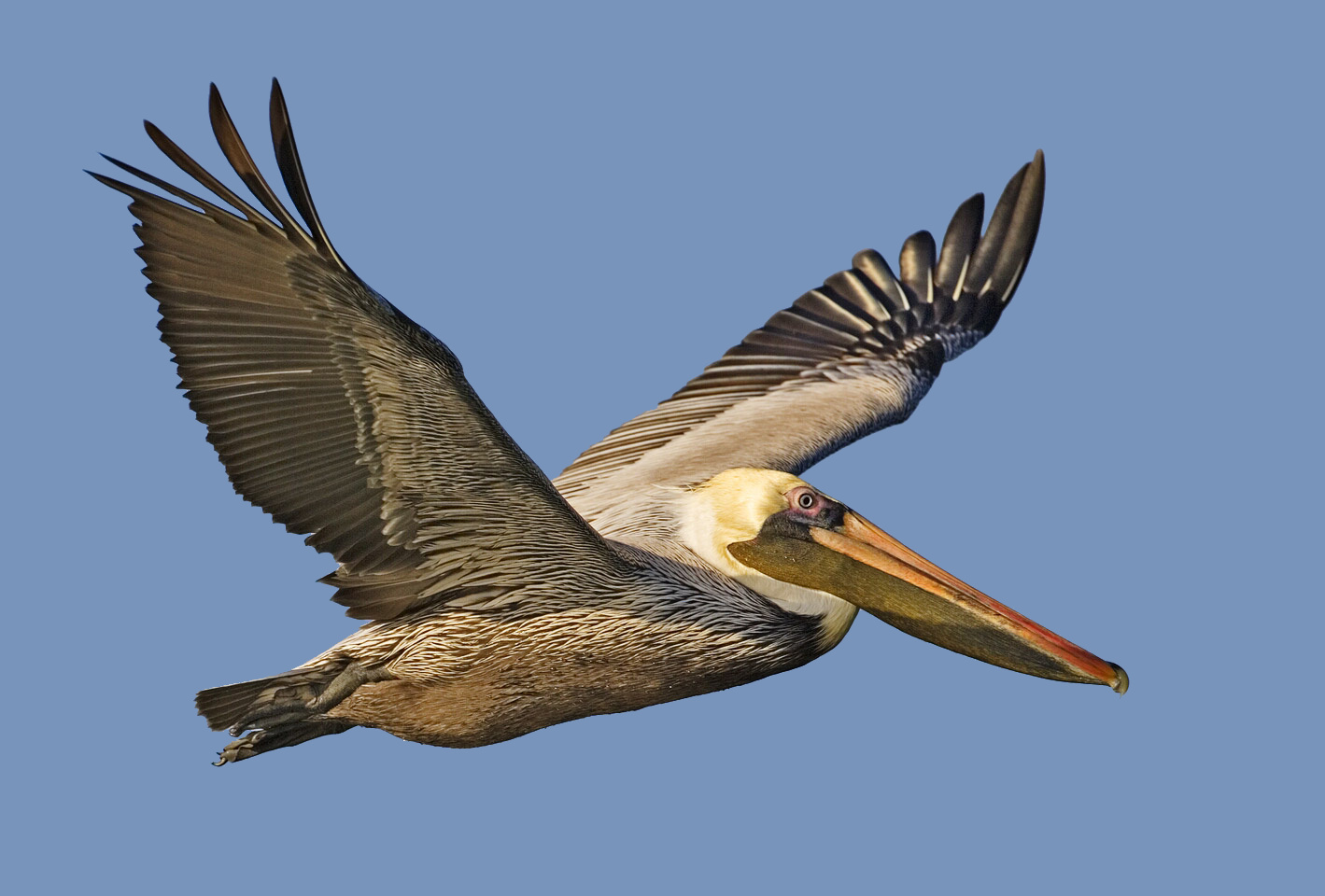
Un pelícano en vuelo en Fulton, Texas.

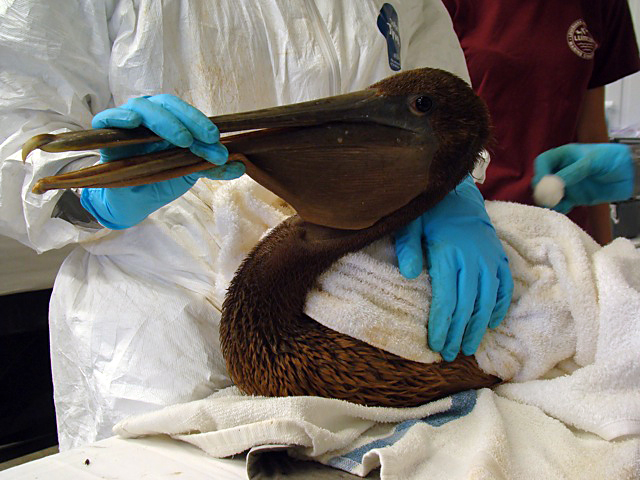
Detalle de un ejemplar empetrolado en Fort Jackson, Luisiana.

## Características
Es un ave oscura y pesada. Los sexos son similares en el color del plumaje; ambos cuentan con un largo de unos 104 cm, y su envergadura es de 2,3 metros. Los machos pesan en promedio 3290 g (con un rango de entre 2380 a 4040 g); las hembras pesan en promedio 2824 g (con un rango de entre  1830 a 3990 g).
La característica más llamativa es que tiene suspendida de la mitad inferior de su pico una enorme bolsa de piel desnuda, de un volumen de unos 11 litros, dos o tres veces mayor que su propio estómago. A esta bolsa la emplea para pescar, dejando que el agua drene por los bordes antes de tragar los peces. Estos no los lleva en la bolsa, lo hace en la garganta o en el esófago. También la bolsa desplegada le permite enfriar su sangre bajo un intenso calor.
Durante la época reproductiva, la cabeza es blanca, con un lavado de color amarillo en la corona, y una cresta nucal castaña; muestra una franja amarillenta en la garganta; el largo pico gris ostenta un tinte rosáceo; el cuello dorsal es pardo acaramelado, todo el resto del dorso, la rabadilla, y la cola están veteados de gris y pardo oscuro; el pecho y el vientre son de color marrón negruzco; los ojos son de color amarillo pálido y la piel a su alrededor es rojiza; las patas y pies son de color negro, con membrana interdigital, la cual une los cuatro dedos. 
Fuera de la época de reproducción toda la cabeza y el cuello es blanco; y el pico gris. 
Los inmaduros tienen el cuello pardo y las partes inferiores claras.

## Distribución
Esta subespecie habita en las islas y costas del océano Atlántico en los estados federados del este de los Estados Unidos, y sectores cercanos del este de México en el golfo de México. Fuera de la temporada reproductiva algunos grupos pueden realizar pequeñas migraciones hacia el norte o el sur, llegando por el sur ejemplares erráticos hasta la costa de Venezuela, Aragua, Sucre, e isla Margarita.
Al sur de su área de nidificación, siempre sobre las costas del océano Atlántico, habita una subespecie similar: el pelícano pardo del Caribe (Pelecanus occidentalis occidentalis).

## Alimentación
Este pelícano se alimenta sobre todo de pescado, que captura en las aguas marinas cercanas a la costa, pues rara vez se lo ve extraviado lejos de ellas. Para capturar los peces utiliza su enorme bolsa a modo de red, dejando que el agua drene por los bordes antes de tragar la pesca así obtenida. También emplea otra técnica: se zambulle desde alturas de hasta 10 m. No se sumergen. Acude a los botes pesqueros en busca de desperdicios y desechos, además de emplearlos como sitios de descanso.
A pesar de que un adulto requiere por lo menos 1,7 kg de pescado al día, se ha demostrado que no compiten con los pesca comercial o deportiva, ya que no comen especies de peces de la misma calidad de los que se alimentan los humanos.

## Reproducción
Nidifica en colonias; por ejemplo en la isla Breton, en el golfo de México, donde se reproducen 1300 ejemplares. Emplazan los nidos sobre árboles, arbustos, o en el suelo. Los situados en los árboles están hechos de juncos, pastos, paja, y ramas. Los nidos ubicados en el suelo están forrados con plumas y poseen un borde de tierra construida por encima del nivel suelo. Los machos seleccionan los sitios de anidación y realizan un despliegue visual para atraer a una hembra. Una vez que la pareja se forma, la comunicación entre ellos es mínima. El mayor porcentaje de nidos ocurre durante marzo y abril. La hembra ovipone 2 o 3 huevos de un color blanco tiza, de un peso de 63,5 gramos en promedio. La incubación se prolonga entre 28 a 30 días. A los nidos en el suelo, las crías los abandonan 35 días después de la eclosión; a los nidos posicionados en las copas de los árboles, las crías los abandonan de entre 63 a 88 días después de la eclosión, para emprender su primer vuelo. La edad de madurez sexual o reproductiva, en machos es de 730 días, y en hembras, es de 365 días. 
El peso de los adultos es de 3116 gramos en promedio.
Estudios sugieren que en promedio sólo el 30% de los pichones sobreviven al primer año de vida, y menos del 2% viven más de 10 años. La longevidad máxima es de 43 años.

## Conservación
Esta subespecie no se encuentra en peligro. En el golfo de México, su población reproductiva es de unas 35 000 parejas.